# Cap Lèucatas
El cap Lèucatas (grec: Λευκάτας, Leukatas) és un promontori de l'illa de Lèucada, a Grècia, caracteritzat pels seus penya-segats blancs de 50 metres que donen nom a l'illa (del grec λευκός leukós, 'blanc').
A l'antiguitat fou conegut pel fet que es llançaven criminals daltabaix del penya-segat, i també perquè, segons la llegenda, fou el lloc d'on se suïcidà la poetessa Safo, folla d'amor. És un cap temut pels mariners, a causa de les seves aigües fosques i del fet que els corrents forts i les ventades intenses hi són abundants.

## Nom
A l'antiguitat, el cap era conegut amb el nom de Lèucatas (grec antic: Λευκάτας, Leukatas) a causa del color blanc dels seus penya-segats, etimologia ja coneguda pels antics. És per aquests mateixos penya-segats que l'illa rebé el nom de Lèucada (grec: Λευκάς, de λευκός leukós, 'blanc').
Durant el període venecià a l'edat mitjana, el nom de Lèucatas esdevengué Ducato, nom amb què fou conegut el promontori i, ocasionalment, l'illa sencera en italià i també en les altres llengües de l'Europa Occidental (italià: Capo Ducato; grec: Κάβο Δουκάτο). Modernament també rep el nom de Κάβος της Κυράς (Kávos tis Kyrás, 'cap de la senyora').

## Significació històrica
Al cim del Lèucatas hi havia un santuari dedicat a Apol·lo, on era venerat sota el nom d'Apol·lo Leucadi o Apol·lo Lèucatas, nom que apareix en monedes. D'aquest temple no en romanen més que restes dels fonaments. Es deia que rebia el nom de Leucos, company d'Ulisses, que era originari de Zacint i que havia fundat el santuari.

### La Roca Lèucada

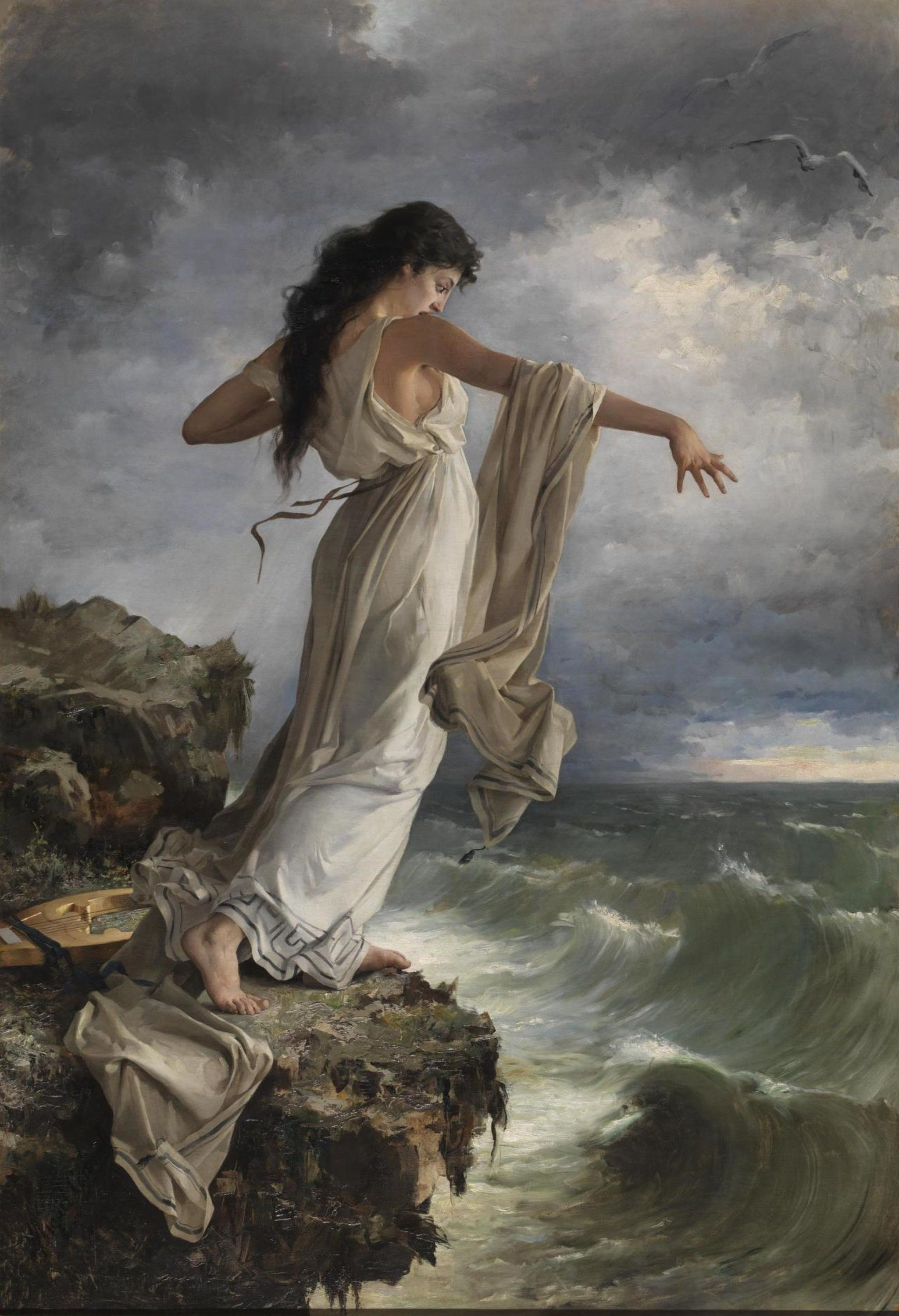
Safo precipitant-se de la Roca Lèucada, pintura de Miquel Carbonell i Selva

El cap Lèucatas era conegut per un ritual del pharmakós associat al festival d'Apol·lo Leucadi, que consistia a llançar un criminal daltabaix de la Roca Lèucada (grec antic: Λευκάς Πέτρα), un indret del penya-segat. Segons el relat d'Estrabó, hom pretenia, per mitjà de veles o fins i tot ocells que esmorteïen la caiguda, aconseguir que arribàs a l'aigua viu; allà l'esperava una barca preparada per salvar-lo i tornar-lo a la costa. Aquest ritual, que sens dubte en temps d'Estrabó ja no se celebrava i és probable ens hagi arribat alterat, s'ha interpretat com a ritu expiatori.
Però la Roca Lèucada era coneguda sobretot per l'episodi de la mort de Safo, de qui la llegenda conta que se suïcidà saltant del penya-segat. La història, documentada per primera vegada en Menandre (segle iii aC), diu que Safo s'enamorà perdudament del mariner Faó, qui, inicialment, la va correspondre, però més tard la va rebutjar, i Safo, desesperada pel seu amor, es llançà de la Roca Lèucada per acabar amb la seva vida. A partir del model de la llegenda de Safo la Roca Lèucada esdevengué un lloc proverbial d'on se suïcidaven aquells que patien per amor, i així la mateixa història es contava de Cèfal, enamorat de Ptèrelas, fill de Deioneu; d'un jove de nom Lèucatas que fugia de l'amor d'Apol·lo, i d'Artemísia, la filla del tirà Lígdamis, enamorada de Dàrdan d'Abidos, entre molts altres.